# Gang (bouw)

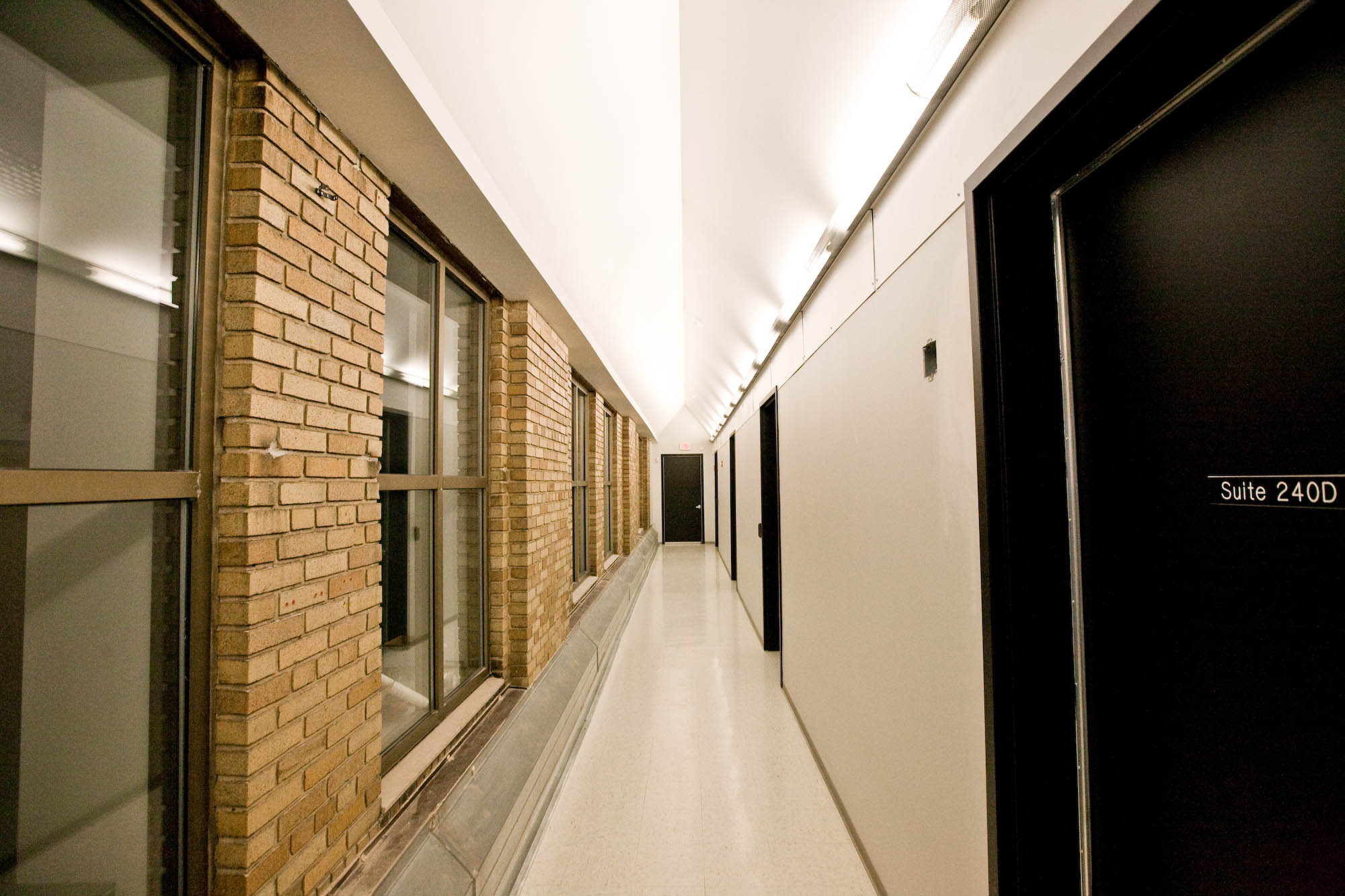
Een gang in een gebouw

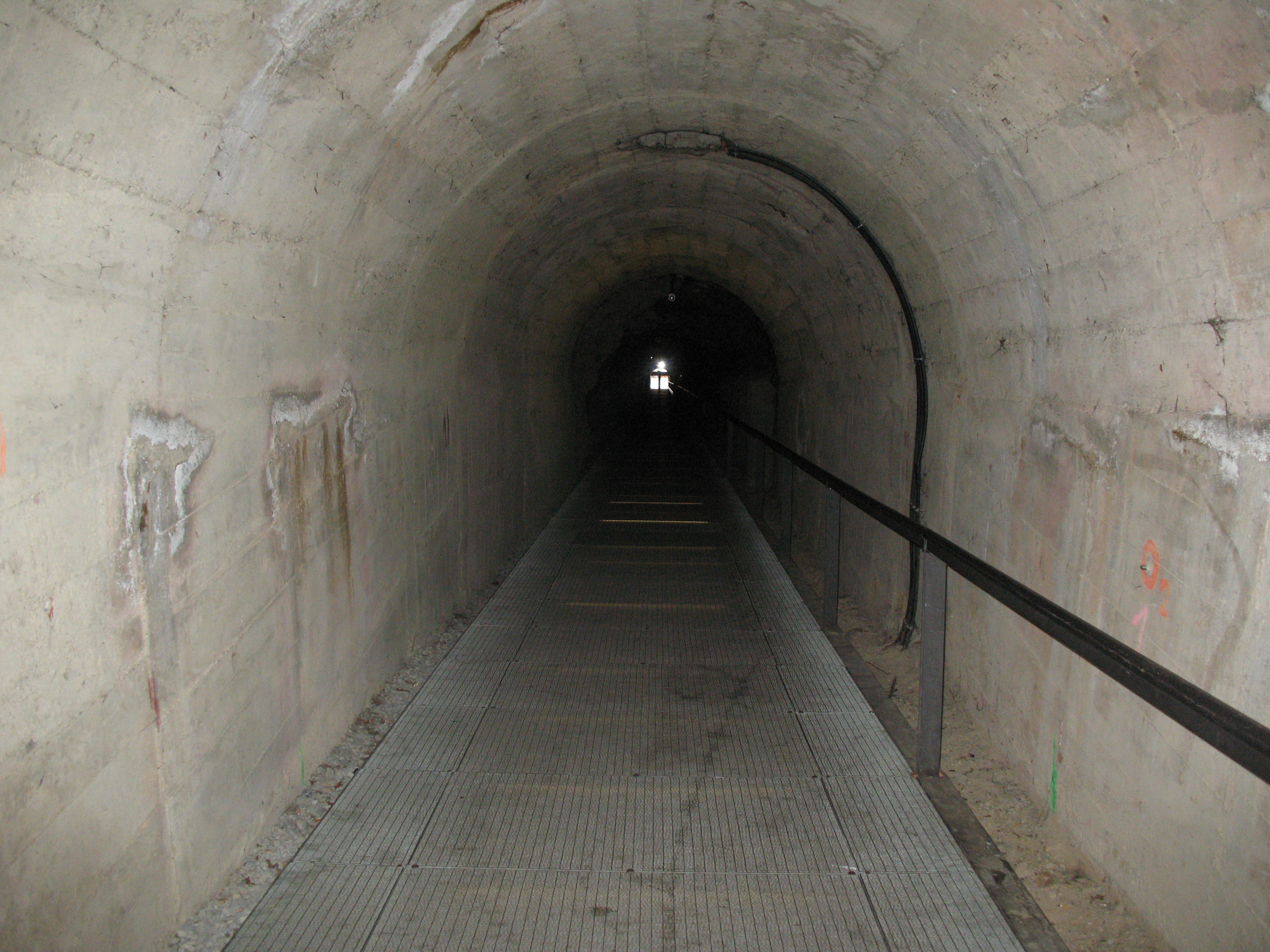
Een ondergrondse gang in een grot

Een gang is een betrekkelijk smalle en lange ruimte omgeven door muren en afgedekt door een plafond of zoldering, in een gebouw, als verbinding van vertrekken waarvan de deuren erop uitkomen. Door de entree of voordeur komt men het eerst in de gang of de hal, die dan verder het gebouw inloopt.
Een gang bevindt zich dan ook dikwijls in het midden van een gebouw. Dan is het mogelijk om veel vertrekken of kamers vanuit de gang te bereiken. Als er maar één rij vertrekken is wordt de gang aan de zijkant gesitueerd.
De gang wordt ook wel hal genoemd. De gang heeft op een plattegrond een langgerekte vorm, de hal heeft meestal een breedte-lengteverhouding die dicht bij 1:1 ligt. In een woning is in de hal of gang traditioneel de trapopgang te vinden. De gang op een verdieping wordt vaak overloop genoemd.

## Andere gangen
Ook een nauwe of smalle doorgang tussen twee gebouwen of huizen wordt gang of brandgang genoemd. Op gangen lijkende constructies worden zo genoemd, zoals een onderaardse gang. Passagiersschepen hebben binnengangen waaraan de hutten zijn gelegen. Kloosters en kerken zijn soms voorzien van een kruisgang.
Een gang zonder wanden, bijvoorbeeld tussen stoelen door, of een gang tussen een wand en stoelen, zoals in een bioscoop, theater, kerk en in grotere passagiersvoertuigen zoals bus, tram, metro, trein, veerboot, vliegtuig, wordt gangpad genoemd. Overigens hebben treinen ook wel gangen met wanden, tussen de coupés en de buitenwand.

## Synoniemen vangang
- corridor
- doorgang
- doorloop
- hal
- overloop (op de verdieping van een woning)
- passage
- vestibule